# Muñeca
Muñeca é uma telenovela mexicana, produzida pela Televisa e exibida em 1972 pelo El Canal de las Estrellas.

## Elenco
- Fanny Cano - Muñeca Rivas
- Rodolfo Bebán - Daniel/Ángel
- Blanca Sánchez - Laura
- Augusto Benedico - Alejandro
- Andrea Palma - Amanda
- Gustavo Rojo - Padre Félix
- Alejandro Ciangherotti - Anselmo
- Luis Miranda - El Rata
- Adalberto Martínez "Resortes" - Sabino
- Virgina Manzano - María
- Susana Alexander - Márgara
- Manuel Rivera - José
- Guillermo Rivas - Manzano
- Wolf Rubinsky - Kid Tabaco
- Eduardo Pérez Rojas - Rodolfo
- Yolanda Liévana - Susana
- Alma Muriel - Julita
- Enrique Álvarez Félix - Mariano